# Pororo
Pororo, o Pequeno Pinguim (em coreano:  뽀롱뽀롱 뽀로로) é uma série de animação computadorizada sul-coreana criada por Iconix Entertainment, SK Broadband, Ocon e Educational Broadcasting System em parceria com a empresa norte-coreana Samchŏlli.
A produção começou em 2002 e o programa começou a ser exibido na Coréia do Sul pelo canal EBS em 2003.
Em Portugal, a série foi emitida pela RTP2 (através do bloco Zig Zag).
No Brasil, a série foi lançada em DVD pela distribuidora Focus Filmes. Em 5 de outubro de 2015 foi transmitida no Brasil através da TV Cultura e posteriormente em 12 de outubro pela TV Rá-Tim-Bum. O desenho também já foi ao ar pela RedeTV! em 2017 através do TV Kids (transmitindo alguns episódios da 3ª temporada), e atualmente vai ao ar pela Rede Brasil nos blocos "RB Kids" e "Sessão Animada" (transmitindo somente alguns episódios da 1ª e 2ª temporada aleatoriamente).
A série é sobre as aventuras de Pororo e seus amigos que vivem na aldeia da Floresta Porong Porong, e muitas vezes enfrentam desafios e aprendem lições práticas e morais em cada episódio.

## Enredo
Lá num lugar muito distante e desconhecido pela civilização humana, se encontra uma ilha pacífica coberta de neve e gelo. Nesta ilha branca, profundamente dentro de uma pequena floresta isolada, existe uma aldeia habitada por pequenos animais. Ninguém sabe como eles chegaram ali, mas que, naturalmente,vieram morar juntos na aldeia situada no pequeno vale onde a luz do sol é mais quente e o vento do frio é menos congelante do que em volta. Na aldeia vive Pororo, um simpático pinguim travesso que é muito curioso, um urso polar chamado Poby, o presunçoso e intrometido raposo Eddy, a pequena castor tímida Loopy, e a simpática pinguim Petty, o pássaro Harry e o dinossauro Crong. Todos eles têm personalidades distintas e diferentes interesses, e às vezes, causam pequenos (mas, não tão pequenos) acontecimentos em seu mundo tranquilo. Mas todos eles são bons amigos e sabem como ajudar uns aos outros em tempos de problemas.

## Personagens

### Personagens principais

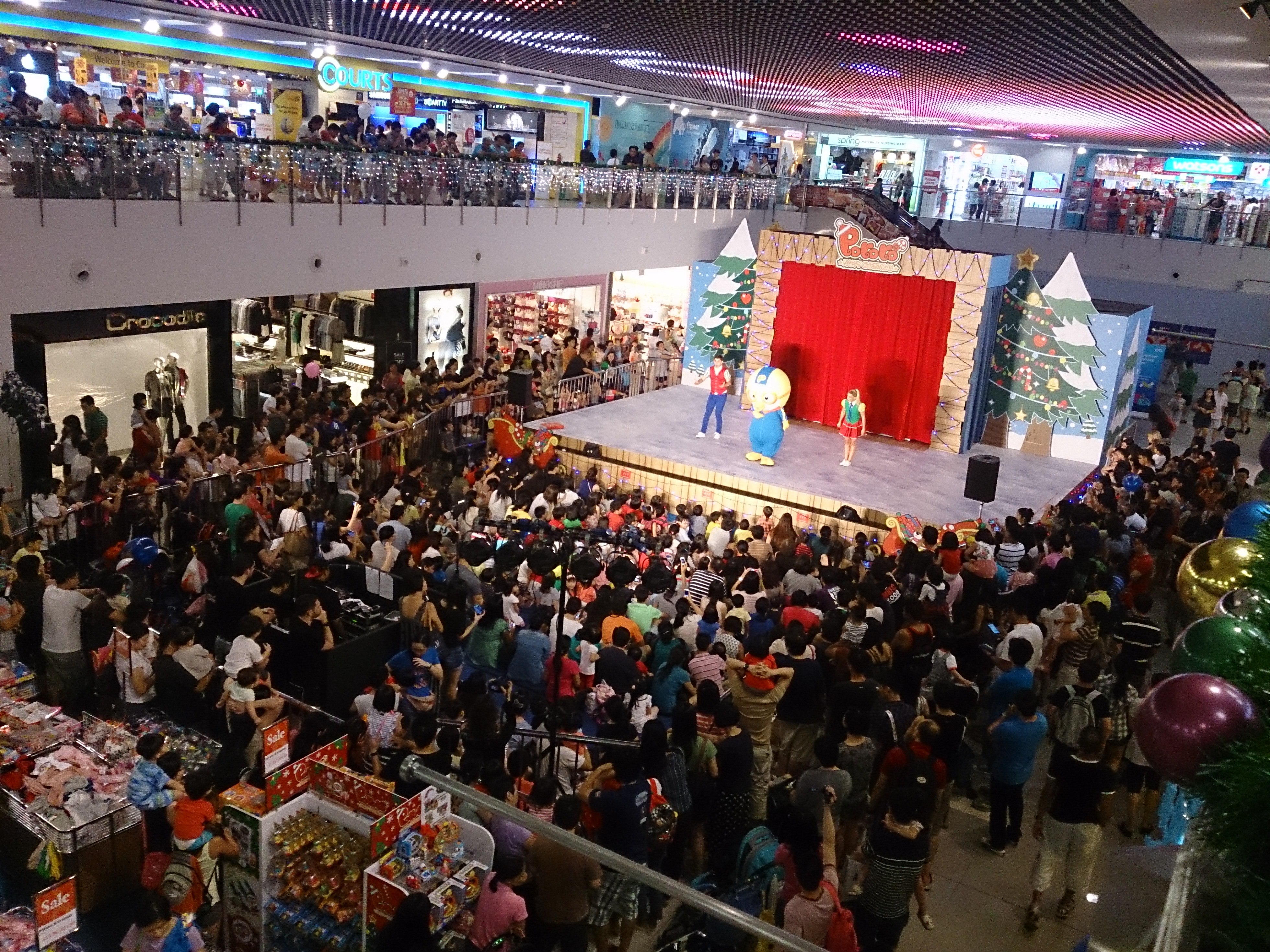
Show de natal apresentando Pororo, o Pequeno Pinguim no shopping Nex, em Singapura

#### Primeira temporada
- Pororo (Lee Sun) - O personagem titular. Um pinguim criança azul que usa óculos e chapéu de aviador, posteriormente um capacete e um colete azul começando na terceira temporada. Nas duas primeiras temporadas tinha como sonho poder voar, da terceira em diante passa a possuir seu próprio avião.
- Crong (Lee Mi-ja) - Um dinossauro bebê verde que mora junto de Pororo servindo com uma espécie de irmãozinho para ele. É visto nascendo no primeiro episódio da série de um ovo encontrado por Pororo. É caracterizado por ser bagunceiro e encrenqueiro, muitas vezes irritando Pororo. Normalmente se comunica apenas falando seu próprio nome, porém a partir da segunda temporada ele é visto falando poucas palavras em uns raros episódios. Usava nenhuma roupa nas duas primeiras temporadas e da terceira em diante passa a vestir um colete azul.
- Eddy (Ham Soo-jeong) - Uma pequena raposa laranja que é o melhor amigo de Pororo, mas por vezes um rival pra ele. É o gênio inventor da turma, sendo responsável por consertar e construir qualquer aparelho e máquina como robôs, foguetes e várias outros inventos, que algumas vezes acabam por falhar e causar confusões. As vezes é também um pouco arrogante e gosta de pregar peças nos seus amigos. Ele mora num enorme toco de árvore. Nas duas primeiras temporadas usava nenhuma roupa e frequentemente era visto com olhos fechados, da terceira em diante ele passa a vestir um macacão azul com camisa branca.
- Poby (Kim Hwan-jin) - Um urso polar que é o mais velho da turma. Gosta de pescar, jogar basquete e tirar fotos, além de frequentemente fazer favores pros seus amigos quando precisam dele. Mora numa casa feita dentro de uma montanha. Morava sozinho até a segunda temporada quando passou a hospedar Harry em sua casa virando seu melhor amigo. Na primeira temporada usava nenhuma roupa, na segunda passa a vestir um macacão, nos primeiros da terceira usa uma camisa verde com calças marrons e depois uma camisa branca com mangas azuis e calças azuis.
- Loopy (Hong So-yeong) - Uma castor rosa e a única menina da turma até a introdução de Petty. Ela é uma garota sensível, porém é generosa e gosta de cozinhar pros seus amigos sendo uma ótima cozinheira. Nos primeiros episódios os meninos também demonstram ter uma paixão por ela ocasionalmente. Na primeira temporada usava nenhuma roupa, na segunda passa a usar uma presilha e da terceira em diante um vestido rosa com um lacinho num lado da orelha.

#### Segunda temporada
- Petty (Jeong Mi-sook) - Uma pinguim azul muito parecida com Pororo que se torna personagem principal da segunda temporada em diante. Ela se muda para a ilha Porong Porong no primeiro episódio da segunda temporada. Ela é uma garota gentil e amável, os garotos demonstram ter uma paixão por ela, principalmente Pororo, e é a melhor amiga da Loopy. Diferente de Loopy ela é uma péssima cozinheira, porém é uma boa esportista. Na segunda temporada usava apenas um capuz e luvas roxas, mas da terceira em diante passa a usar um vestido e uma boina roxa.
- Harry (Kim Seo-yeong) - Um beija-flor rosa que se torna personagem principal da segunda temporada em diante. Ele é o melhor amigo de Poby com quem passa a conviver desde a sua chegada na ilha Porong Porong. Chegou na ilha no sétimo episódio da segunda temporada, tendo chegado por acidente ao errar a rota para a Ilha Verão onde queria passar a morar. Tem como maior hobby o de cantar, embora não sendo um bom cantor, algumas vezes chegando a irritar seus amigos com sua cantoria. Mora numa casinha pequena de madeira que fica dentro da casa de Poby. Veste um colete azul com uma gravata borboleta roxa.

#### Terceira temporada
- Rody (Lee Mi-ja) - Um robô criado por Eddy que se torna personagem principal da terceira temporada em diante. Foi introduzido no terceiro episódio da terceira temporada. É um robô cilíndrico e amarelo com orelhas de gato e com um grande sorriso. É caracterizado por ser o mais ingênuo e também possuir algumas habilidades robóticas como esticar os braços e ter uma super-força. Mora numa casa construída ao lado da casa de Eddy.
- Tong-Tong (Goo Ja-hyeong) - Um dragão laranja com poderes mágicos que se torna personagem principal da terceira temporada em diante. Ele mora fora da floresta Porong Porong no topo de uma região montanhosa e frequentemente é visto visitando seus amigos ou mesmo sendo visitado por eles através do avião de Pororo. Foi introduzido no sexto episódio da terceira temporada. Suas magias focam-se mais em transformações, muitas vezes ele tenda usar sua magia para ajudar seus amigos, porém algumas vezes comete erros causando confusão. Normalmente usa varinhas para fazer magias, porém também é capaz de fazer mágica sem elas. Tem a capacidade de se alternar entre um dragão feral gigante e um dragão antropomórfico que veste um terno verde, calças amarelas e botas pretas.
- Popo e Pipi (Ham Soo-jeong e Kim Seo-yeong) - Dois irmãos alienígenas similares a águas vivas que são personagens principais nos primeiros episódios da terceira temporada. Popo é o azul enquanto Pipi é a roxa. Foram introduzidos no primeiro episódio da terceira temporada após Pororo e Crong acidentalmente atingirem a nave deles por acidente. Eles ficaram morando em Porong Porong até o episódio 18 quando Eddy finalmente conserta sua nave permitindo-os retornar ao planeta deles.
- Nyao (Hong So-yeong) - Um gatinho de brinquedo marrom com uma bandana vermelha que a princípio morava com Tong-Tong em seu lar. Foi introduzido no episódio 23 e ficou vivendo com Tong-Tong até conhecer Petty e se apaixonar por ela passando a se mudar para Porong Porong para morar com ela. Assim como Crong é caracterizado por ser encrenqueiro e brincalhão. Embora sendo considerado um dos principais da temporada ele aparece em apenas 4 episódios e não é visto retornando nas outras temporadas.

#### Quarta temporada
- Tu-Tu (Jang Eun-sook) - Um carro falante vermelho que se torna personagem principal da quarta temporada em diante. Foi construído por um senhor humano e foi parar acidentalmente em Porong Porong após ser pego por um furação que o mandou para longe em alto mar. Assim como Rody é bastante ingênuo e possui a habilidade de nadar debaixo d'água. Ficou morando numa garagem do lado da casa de Pororo até o final da temporada onde se muda pra casa de Tong-Tong.

### Outros personagens
- Narrador (Goo Ja-hyeong) - Frequentemente narra os acontecimentos no show. Nunca foi visto aparecendo.
- Tubarão - O principal antagonista do desenho introduzido na segunda temporada. Normalmente se aproveita quando Pororo e seus amigos estão em alto mar e tenta comê-los. A partir da terceira temporada ele é visto tendo uma gangue e chega a falar num dos episódios. Normalmente se dá mal muitas vezes sendo atingido no nariz. Em alguns raros momentos no entanto (como em aberturas e encerramentos) ele é visto sendo amigo.
- Dragão - Um personagem recorrente das duas primeiras temporadas. Apareceu em 2 episódios da primeira temporada por imaginação, em um episódio sendo interpretado como um monstro que leva embora as crianças malvadas. Na segunda temporada aparece fisicamente e em 4 episódios, a princípio ele conhece Petty depois dela se perder e encontrar seu lar, o dragão tenta enganar Petty para devorar ela, porém rapidamente se torna amigo dela e depois conhece os outros moradores de Porong Porong. Posteriormente passa a abrigar o robô cozinheiro de Eddy em seu lar. O personagem serviu como protótipo para Tong-Tong.
- Robôs Cozinheiro - Personagem da segunda temporada. Foi construído por Eddy tendo a habilidade de fazer comida rapidamente, porém foi deixado com o dragão por Pororo e seus amigos. Aparece em 2 episódios.
- Alienígenas - Personagens da segunda temporada. Um par de alienígenas que se tornaram amigos de Eddy durante uma viagem ao espaço e o ajudaram a voltar a Terra. Serviram como protótipo para Popo e Pipi.
- Relógio - Um relógio antigo com vida própria que se reside na casa de Tong-Tong. É ranzinza e resmungão, quando não está funcionando ele vira um relógio normal sem rosto. É o único residente na casa de Tong-Tong presente em todas as temporadas.
- Monstro de Neve - Um yeti que serviu como antagonista em um dos últimos episódios da terceira temporada. Tentou forçar Harry a serví-lo depois que Pororo e seus amigos invadiram sua caverna durante uma nevasca e comeram sua comida, porém se redimiu no final. Possui um trio de servos pequenos que aparentemente são seus filhos.

## Formato
- Primeira temporada: 52 episódios x 5 minutos cada (1998)[5]
- Segunda temporada: 52 x 5' (2000)[6]
- Terceira temporada: 52 x 5' (2004)
- Filme: Pororo to the Cookie Castle: 1 x 70' (1999)
- Quarta temporada: 26 x 11'(2007)
- Karaokê: 14 x 3' (2001)
- Programa anglófono de Pororo: 13 x 6' (2008)
- Longa-Metragem: Pororo, The Racing Adventure : 1 x 79' (2008)

## Música

### Temas de abertura
- Primeira temporada : "Always Happy as Can Be" (Bem Feliz, Sempre Assim no Brasil)
- Segunda temporada : "Always Happy as Can Be" - A canção é a mesma, mas é acelerada um pouco com instrumentação diferente. Esta canção é cantada pelo elenco de personagens infantis.
- Terceira temporada : "Hello, Friends"
- Quarta temporada : "Hello, Friends" - A canção é a mesma, mas inclui diferentes instrumentações.
- Sing-A-Long with Pororo : "Let's Sing Together with Pororo" (O encerramento é instrumental).

### Temas de encerramento
- Primeira temporada : "We Are the Best of Friends"
- Segunda temporada : "All Good Friends"
- Terceira temporada : "Good Friends"
- Quarta temporada : "Good Friends"